# Краљевске и племићке титуле
Краљевске и племићке титуле је традиционални ранг међу европским краљевским породицама и племством, укорењен је у касној антици и средњем веку. Иако се разликују током времена и међу географским регионима (на пример, принц једног региона може бити једнак великом војводи другог региона), следећа је прилично свеобухватна листа која пружа информације и о општим ранговима и о специфичним разликама. Треба правити разлику између владајућих (или раније владајућих) породица и племства – ово друго је друштвена класа која је подложна и створена од прве.

## Рангови и титуле

### Владарске титуле
- Владар било које државе назива се монарх. Реч монарх је грчког порекла и гласи μονάρχης (настала од грчке речи μόνος или монос што значи „један“ и од речи ἄρχων или арxон што значи лидер, вођа, владар. Такође, ова реч води порекло од латинске речи monarcha (моно: један + арх: вођа).[2]
- Да би нека држава постојала као самостална држава она је мора имати свој суверенитет тј. аутократију што значи да држава независна од других држава. Реч аутократија је настала од грчке речи αὐτοκράτωρ: αὐτός, аутос што значи „сам“ + κρατείν, кратин што значи „владати“, и може се превести као „Онај који сам влада“.[3]

#### Царске титуле
- Император, латински Imperator што значи „командант“ или „онај ко командује“. Женски род је императорка (латински:Imperatrix). Област којом влада император или императорка назива се империја. Римски цареви су називани императорима.
- Цезар је именовање римских царева посвећено римском диктатору Јулију Цезару, чији је нећак Октавијан Август постао први римски император (цар).
- Цар је назив за императора изведен од Цезар, примарно се користио у Русији и осталим словенским земљама.
- Кајзер је немачка реч за императора изведена од Цезар (Кесар, Ћесар), примарно се користила у германским земљама.
- Перандор је титула изведена из Цезар, користила се у Албанији.
- Базилеус је била титула микенских грка и значи „поглавица“, касније коришћена за императоре Византије.
- Краљ над краљевима је израз најчешће коришћен за означавање Исуса Христа
- Каган је титула у Монголском царству што значи „краљ над краљевима“.
- Шаханшах је титула из персијског језика, где шах означава краља, а шаханшах краља над краљевима.
- Падишах је такође реч персијског порекла и користила се у Османском царству као званична и примарна титула владара (иако се назив султан чешће користио).
- Самрат је еквивалент царској титули у санскриту (Индија).
- Негуса Нагаст је титула у Етиопији.[4]

#### Високе краљевске титуле
- Високи краљ/Врховни краљ је краљ који влада над мањим (слабијим) краљевима.
- Махараџа је санскритски (индијски) назив за „високог краља“.
- Анак од Микенске речи wanax што значи „високи краљ“ , користио се у микенској култури.
- Фараон је титула за владара коришћена у Античком Египту. У преводу значи „велика кућа“.

#### Краљевске титуле
- Краљ од германског имена Karl које се може превести као "човек" или "слободан човек". Израз се јавља у словенским језицима након сусрета старих Словена са Францима, над којима је владао Карло Велики. Област којом влада краљ јесте краљевина.
- Рекс је латинска реч за „владара“, којој је сродна реч раџа.
- Раџа је индијска реч за „владара“, коју су користили индијски племићи, краљеви и владари.
- Кан је турско-монголска реч за „господара“ , слична војводи. То је био војни чин. Област којом влада кан назива се канат.
- Шах је персијска реч за краља, у преводу са персијског значи „онај ко влада“. Падишах, од персијског «шах-ан-шах», краљ над краљевима (или цар царева).
- Султан у преводу са арапског значи „онај ко има моћ“. Султан је титула у арапским земљама равна краљу.
- Краљица је настала од германске речи kwoeniz или kwenon што значи „жена“. То је титула једнака краљу. Област којом краљица влада је краљевина
- Раџиница/Рани је индијска титула за краљицу.
- Шахбану је персијска титула за краљицу.
- Султанија је арапска титула за краљицу.[1]

#### Принчевске, војводске и остале владарске титуле
- Принц, од латинске речи princeps, што значи „први грађанин“. Женски род је принцеза, принчевске титуле су носили синови владара и племића. Код нас се преводи као истозначница кнезу.
- Деспот, је грчка реч која у преводу значи „лорд“ или „господар“, то је било једно од именовања које је носио византијски цар. Касније је то постала виша дворска титула коју су носили награђени синови и блиски рођаци цара. Од 13. до 15. века ову титулу су носили владари на Балкану уз именовање од стране византијског цара.
- Кнез, стара титула у словенским земљама. Женски род је кнегиња. У свим словенским народима означавала је како владара (велики кнез), тако и ниже племство. У Србији се за врховног кнеза до добијања краљевске титуле из Рима 1217. године за великог кнеза користила титула велики жупан.
- Војвода, реч је настала од латинске речи Dux, што значи „вођа“. То је био војни ранг у периоду касног римског царства. Од титуле војводе развиле су се још неке титуле као што су: надвојвода (што значи шеф над војводама), велики војвода (буквалан превод), вицевојвода (заменик војводе). Женски род је војвоткиња.
- Емир, преведено са арапског значи „командовати“. Емир је корен енглеског војног чина адмирал.
- Бег је турска реч за „поглавицу“, „вођу“. Област којом је бег владао називала се вилајет. Бег би се могао поистоветити са западњачким кнезом.

#### Религијске владарске титуле
- Папа је поглавар Католичке цркве. Такође он је и поглавар данас мале државе Ватикан.
- Васељенски патријарх је  врховни предстојатељ Цариградске патријаршије и „први међу једнакима“ патријарсима Православне цркве.
- Калиф је религијски поглавар ислама. Област којом он влада назива се калифат. Он је у истом рангу са папом и васељенским патријархом.
- Далаи Лама је верски и световни поглавар у тибетанском будизму.

### Друге владарске и племићке титуле
- Надвојвода је владар надвојводства. Ову титулу су користили владари Аустрије, Хабзбуршке монархије и Светог римског царства.
- Велики војвода је титула коју данас користи још само велики војвода од Луксембурга.
- Војвода је владар војводства, a у Краљевини Србији и Југославији највиши војни чин.
- Принц од германске речи Prinz; Принц је млађи члан племства.
- Престолонаследник од германске речи Kronprinz. То је титула коју су носили будући владари неких држава.
- Дофен престолонаследник Француске
- Инфант је титула члана племићке породице у Шпанији и Португалији. Она је виша од војводе, а нижа од принца.
- Електор је ранг који су добијале присталице Светог римског царства. Електор је владао једним делом територије (најчешће једним градом)
- Гроф теоретски владар неке области (грофовије).
- Лорд почасна титула високог племства у Уједињеном Краљевству.
- Виконт теоретски владар виконтије.
- Барон теоретски владар баронства. У неким земљама су постојали слободни барони који су себи давали више титуле као што је високи барон.

### Аристократија и властела
- Баронет је наследна титула која је по рангу нижа од барона али виша од витеза. Ова је титула коришћена само у Уједињеном Краљевству.
- Доминус је латинска титула феудалаца, лордова и академика. Једнака је лорду.
- Властелин или феудалац влада мањом области (феудом)
- Витез, основни ранг аристократског система.
- Штитоноша је у рангу господског сталежа пореклом из племићке породице и у статусу помоћника витезу. Он је у рангу испод витеза али изнад господина.
- Господин, је основни ранг господског сталежа.

### Аристократске титуле у средњовековној Кореји
У Краљевству Кореје било је седам аристократских титула. 
1. Гун (Престолонаследник)
2. Кунг (Наследни принц или војвода)
3. Чампан (Маркиз)
4. Погук (Гроф)
5. Пансох (Виконт)
6. Чамише (Барон)
7. Чуша (Баронет)

| Српски                                | Енглески                                              | Француски                            | Италијански                              | Португалски                          | Шпански                              | Немачки                                           | Холандски                               | Норвешки                          | Шведски                                   | Чешки                       | Словачки                             | Finnish                                        | Polish                               | Руски                                 | Дански                               | Грчки                                        | Словеначки                        | Велшки                       | Латински                                                      | Турски                         | Малтешки                               | Мађарски                                                       |
| ------------------------------------- | ----------------------------------------------------- | ------------------------------------ | ---------------------------------------- | ------------------------------------ | ------------------------------------ | ------------------------------------------------- | --------------------------------------- | --------------------------------- | ----------------------------------------- | --------------------------- | ------------------------------------ | ---------------------------------------------- | ------------------------------------ | ------------------------------------- | ------------------------------------ | -------------------------------------------- | --------------------------------- | ---------------------------- | ------------------------------------------------------------- | ------------------------------ | -------------------------------------- | -------------------------------------------------------------- |
| Император (Цар), Императорка (Царица) | Emperor, Empress                                      | Empereur, Impératrice                | Imperatore, Imperatrice                  | Imperador, Imperatriz                | Emperador, Emperatriz                | Kaiser, Kaiserin                                  | Keizer, Keizerin                        | Keiser, Keiserinne                | Kejsare, Kejsarinna                       | Císař, Císařovna            | Cisár, Cisárovná                     | Keisari, Keisarinna (or Keisaritar, obsolete)  | Cesarz, Cesarzowa                    | Imperator/Tsar, Imperatritsa/Tsaritsa | Kejser, Kejserinde                   | Aftokrator, Aftokratira                      | Cesar, Cesarica                   | Ymerawdwr, Ymerodres         | Imperator/Caesar, Imperatrix/Caesarina                        | İmparator, İmparatoriçe        | Imperatur, Imperatriċi                 | Császár, császárnő                                             |
| Краљ, Краљица                         | King, Queen                                           | Roi, Reine                           | Re, Regina                               | Rei, Rainha                          | Rey, Reina                           | König, Königin                                    | Koning, Koningin                        | Konge, Dronning                   | Kung, Drottning                           | Král, Královna              | Kráľ, Kráľovná                       | Kuningas, Kuningatar                           | Król, Królowa                        | Koról/Tsar, Koroléva/Tsaritsa         | Konge Dronning                       | Vasilefs, Vasilissa                          | Kralj, Kraljica                   | Brenin, Brenhines            | Rex, Regina                                                   | Kral, Kraliçe                  | Re, Reġina                             | Király, királynő                                               |
| Поткраљ, Поткраљица                   | Viceroy, Vicereine                                    | Viceroi, Vicereine                   | Viceré, Viregina                         | Vice-rei, Vice-rainha                | Virrey, Virreina                     | Vizekönig, Vizekönigin                            | Onderkoning, Onderkoningin              | Visekonge, Visedronning           | Visekung, Visedrottning                   |                             |                                      |                                                | Wicekról, Wicekrólowa                | Vitse-koról, Vitse-koroléva           | Anti-Vasilefs, Anti-Vasilissa        |                                              | Vizekonge, Vizedronning           |                              | Prorex, Proregina                                             |                                |                                        | Alkirály, alkirálynő                                           |
| Велики војвода, Велика војвоткиња     | Grand Duke/Grand Prince, Grand Duchess/Grand Princess | Grand Duc, Grande Duchesse           | Granduca, Granduchessa                   | Grão-Duque, Grã-Duquesa              | Gran Duque, Gran Duquesa             | Großherzog/Großfürst, Großherzogin/Großfürstin    | Groothertog, Groothertogin              | Storhertug, Storhertuginne        | Storfurste, Storfurstinna                 | Velkovévoda, Velkovévodkyně | Veľkovojvoda, Veľkovojvodkyňa        | Suuriruhtinas, Suuriruhtinatar                 | Wielki Książę, Wielka Księżna        | Velikiy Knyaz, Velikaya Kniagina      | Storhertug, Storhertuginde           | Megas Doux, Megali Doukissa                  | Veliki vojvoda, Velika vojvodinja | Archddug, Archdduges         | Magnus Dux/ Magnus Princeps, magna ducissa, magna principissa | Grandük, Grandüşes             | Gran Duka, Gran Dukessa                | Nagyherceg, fejedelem, vajda nagyhercegnő, fejedelemasszony, - |
| Надвојвода, Надвојвоткиња             | Archduke, Archduchess                                 | Archiduc, Archiduchesse              | Arciduca, Arciduchessa                   | Arquiduque, Arquiduquesa;            | Archiduque, Archiduquesa             | Erzherzog, Erzherzogin                            | Aartshertog, Aartshertogin              | Erkehertug, Erkehertuginne        | Ärkehertig, ärkehertiginna                | Arcivévoda, Arcivévodkyně   | Arcivojvoda, Arcivojvodkyňa          | Arkkiherttua, Arkkiherttuatar                  | Arcyksiążę Arcyksiężna               | Ertsgertsog, Ertsgertsoginya          | Ærke Hertug, Ærke Hertuginde         | Archidoux, Archidoukissa                     | Nadvojvoda, Nadvojvodinja         | Archddug, Archdduges         | Archidux, archiducissa                                        | Arşidük, Arşidüşes             | Arċiduka, Arċidukessa                  | Főherceg, főhercegnő                                           |
| Електор, Електора                     | (Prince)-Elector, Electress                           | Prince-électeur, Princesse-électrice | Principe Elettore, Principessa Elettrice | Príncipe-Eleitor, Princesa-Eleitora; | Príncipe Elector, Princesa Electora; | Kurfürst, Kurfürstin                              | Keurvorst, Keurvorstin                  | Kurfyrste, Kurfyrstinne           | Kurfurste Kurfurstinna                    | Kurfiřt                     | Kurfirst/Knieža voliteľ/Knieža volič | Vaaliruhtinas, Vaaliruhtinatar                 | Książę Elektor, Księżna Elektorowa   | Kurfyurst, Kurfyurstina               | Kurfyrste, Kurfystinde               | Pringkips-Eklektor Pringkipissa-Eklektorissa | Volilni knez, Volilna kneginja    |                              | Princeps Elector                                              | Veliaht Prens, Veliaht Prenses | Prinċep Elettur, Prinċipessa Elettriċi | Választófejedelem, (választófejedelemnő)                       |
| Принц, Принцеза                       | Prince, Princess                                      | Prince, Princesse                    | Principe, Principessa                    | Príncipe, Princesa                   | Príncipe, Princesa                   | Prinz/Fürst, Prinzessin/Fürstin                   | Prins/Vorst, Prinses/Vorstin            | Prins/Fyrste, Prinsesse/Fyrstinne | Prins/Furste, Prinsessa/Furstinna         | Kníže, Kněžna10             | Knieža, Kňažná                       | Prinssi/Ruhtinas, Prinsessa/Ruhtinatar         | Książę, Księżna                      | Kniaz/Gertsog, Kniagina/Gertsoginya   | Prins/Fyrste Prinsesse/Fyrstinde     | Pringkips Pringkipissa                       | Knez, Kneginja                    | Tywysog, Tywysoges           | Princeps, principissa                                         | Prens, Prenses                 | Prinċep, Prinċipessa                   | Királyi herceg, királyi hercegnő                               |
| Војвода, Војвоткиња                   | Duke, Duchess                                         | Duc, Duchesse                        | Duca, Duchessa                           | Duque, Duquesa                       | Duque, Duquesa                       | Herzog, Herzogin                                  | Hertog, Hertogin                        | Hertug, Hertuginne                | Hertig, hertiginna                        | Vévoda, Vévodkyně           | Vojovda, Vojvodkyňa                  | Herttua, Herttuatar                            | Diuk (Książę), (Księżna)             | Kniaz/Gertsog, Kniagina/Gertsoginya   | Hertug Hertuginde                    | Doukas/archon Doux/archontissa               | Vojvoda, Vojvodinja               | Dug, Duges                   | Dux, ducissa                                                  | Dük, Düşes                     | Duka, Dukessa                          | Herceg, hercegnő                                               |
| Маркиз/Маркгроф, Маркиза/Маркгрофица  | Marquess/Margrave, Marchioness/Margravine             | Marquis, Marquise                    | Marchese, Marchesa                       | Marquês, Marquesa                    | Marqués, Marquesa                    | Markgraf, Markgräfin                              | Markies/Markgraaf, Markiezin/Markgravin | Marki, Markise                    | Markis/markgreve, markisinna/markgrevinna | Markýz/Markrabě             | Markíz, Markíza                      | Markiisi/rajakreivi, Markiisitar/rajakreivitär | Markiz/Margrabia, Markiza/Margrabina | Markiz, Markiza, Boyar, Boyarina      | Markis, Markise                      | Markissios, Markissia                        | Markiz, Markiza                   | Marcwis/Ardalydd, Ardalyddes | Marchio, marchionissa                                         | Marki, Markiz                  | Markiż, Markiża                        | Márki, őrgróf márkinő, őrgrófnő                                |
| Гроф, Грофица                         | Earl or Count, Countess                               | Comte, Comtesse                      | Conte, Contessa                          | Conde, Condessa                      | Conde, Condesa                       | Graf, Gräfin                                      | Graaf, Gravin                           | Jarl / Greve, Grevinne            | Greve, Grevinna                           | Hrabě, Hraběnka             | Gróf, Grófka                         | Kreivi/(brit:)jaarli, Kreivitär                | Hrabia, Hrabina                      | Graf, Grafinya                        | Greve Grevinde, Komtesse             | Komis, Komissa                               | Grof, Grofica                     | Iarll/Cownt, Iarlles/Cowntes | Comes, comitissa                                              | Kont, Kontes                   | Konti, Kontessa                        | Gróf grófnő                                                    |
| Виконт, Виконтица                     | Viscount, Viscountess                                 | Vicomte, Vicomtesse                  | Visconte, Viscontessa                    | Visconde, Viscondessa                | Vizconde, Vizcondesa                 | Vizegraf, Vizegräfin                              | Burggraaf, Burggravin                   | Vikomte/Visegreve, Visegrevinne   | Vicomte, Vicomtessa                       | Vikomt                      | Vikomt, Vikontesa                    | Varakreivi, Varakreivitär                      | Wicehrabia, Wicehrabina              | Vikont, Vikontessa                    | Vicegreve, Vicegrevinde/Vicekomtesse | Ypokomis, Ypokomissa                         | Vikont, Vikontinja                | Iarll, Iarlles               | Vicecomes, vicecomitissa                                      | Vikont, Vikontes               | Viskonti, Viskontessa                  | Várgróf, vikomt Várgrófnő (vikomtnő)                           |
| Барон, Баронеса                       | Baron, Baroness                                       | Baron, Baronne                       | Barone, Baronessa                        | Barão, Baronesa                      | Barón, Baronesa                      | Baron, Herr, Baronin, Frau                        | Baron, Barones(se)                      | Baron, Baronesse                  | Baron, Herre, Baronessa, Fru              | Baron, Baronka              | Barón, Barónka                       | Paroni, Herra, Paronitar, Rouva/ Herratar      | Baron, Baronowa                      | Baron, Baronessa                      | Baron, Baronesse                     | Varonos, Varoni                              | Baron, Baronica                   | Barwn, Barwnes               | Baro, baronissa                                               | Baron, Barones                 | Baruni, Barunessa                      | Báró, bárónő                                                   |
| Баронет, Баронета                     | Baronet Baronetess                                    | Baronnet                             | Baronetto                                | Baronete, Baronetesa;                | Baronet                              |                                                   | Erfridder                               |                                   |                                           | Baronet                     |                                      | Baronetti, "Herra" (=fiefholder), Herratar     | Baronet                              | Baronet                               | Baronet, Baronetesse                 | Baronetos, Baroneta                          | Baronet, Baronetinja              | Barwnig, Barwniges           |                                                               | Baronet, Baronetes             | Barunett                               | Baronet, baronetnő                                             |
| Витез, Дама                           | Knight / Dame                                         | Chevalier                            | Cavaliere                                | Cavaleiro                            | Caballero                            | Ritter                                            | Ridder                                  | Ridder                            | Riddare/ Frälseman, Fru                   | Rytíř                       | Rytier                               | Aatelinen/Ritari style of wife: Rouva          | Rycerz/ Kawaler                      | Rytsar                                | Ridder                               | Hippotis                                     | Vitez                             | Marchog                      | Eques                                                         | Şövalye                        | Kavallier                              | Lovag (vitéz)                                                  |
| Штитоноша, Господин                   | Esquire, Gentleman                                    | Ecuyer                               | Nobile,Nobiluomo                         | Fidalgo                              | Escudero, Hidalgo                    | Junker (Prussia), Edler (Austria), Junkerin, Edle | Jonkheer                                |                                   |                                           |                             |                                      |                                                |                                      |                                       |                                      |                                              | Oproda                            |                              | Nobilis Homo (N.H.)                                           | Bey, Efendi                    |                                        | Nemes, nemesasszony                                            |

## Тест референци
1. Овај чланак је већинским делом преведена верзија енглеског чланка.[18]
2. Ово је извор грчких речи. Такође су коришћене преведене речи енглеске верзије овог чланка.[19]
3. Главни извор племићких титула у Европи. За извор титула такође су коришћене преведене титуле енглеске верзије овог чланка.[20]